# Пам'ятник Тисячоліття Берестя
52°05′34″ пн. ш. 23°41′35″ сх. д. / 52.092785° пн. ш. 23.692974° сх. д.

Пам'ятник Тисячоліття Берестя

Пам'ятник Тисячоліття Берестя (біл. Помнік Тысячагоддзя Брэста, рос. Памятник Тысячелетия Бреста) - твір монументального мистецтва, який прикрашає середмістя білоруського обласного центру міста Берестя і в символічній формі демонструє тяглість історичної традиції на Берестейщині.

## Загальна інформація та опис
Розташований на розі вулиць Гоголя і Радянської в історичній частині міста. Загальна висота пам'ятника становить 15 метрів. 
Автори: архітектор Олексій Андреюк і скульптор Олексій Павлючук. Виготовлення монументу здійснено ВАТ «Литейный двор / Ліцейны двор» (Мінська область). 

Фрагмент пам'ятника

Пам'ятник являє собою монументальну композицію-модель міста, виражену в образах знакових видатних історичних особистостей, причетних до заснування, розбудови і життя міста (волинський князь Володимир Василькович, великий князь Литовський Вітовт, а також Миколай Радзивілл (Чорний)), та узагальнених образах городян (літописець, солдат, жінка-мати). Усі фігури перебувають під сінню Янгола-охоронця.
Нижню частину монумента обрамляє круговий горельєф площею 11 м², на якому знайшли відображення 6 сюжетів з історії Берестя:
- легенда про заснування міста;
- будівництво міста;
- участь берестейців у Грюнвальдській битві;
- створення Берестейсько Біблії;
- оборона Берестейської фортеці 1941 року;
- освоєння космосу.

## З історії спорудження

Інформаційна дошка на базі пам'ятника

Пам'ятник був споруджений у 2009 році за підтримки влади коштом міського б'юджету і на пожертви городян.
У квітні 2011 року монумент був прикрашений круговим горельєфом, а влітку того ж року архітектурний ансамбль пам'ятника був довершений встановленням яскравої огорожі.
Відкриття пам'ятника ознаменувалось неприємним казусом — у надписах до монумента автори спромоглися зробити аж 75 орфографічних помилок, зокрема, 70 з них - повне ігнорування білоруської літери Ў.